# آیسلین سولهیم
آیسلین سولهیم(به انگلیسی: Iselin Solheim)(متولد ۲۰ ژوئن ۱۹۹۰) که بیشتر به عنوان ایسلین شناخته شده خواننده و ترانه‌سرا اهل نروژ است. او بیشتر به خاطر همکاری با آلن واکر در دو ترانه محو و برایم آواز بخوان تا بخوابم شهرت پیدا کرده.

## حرفه
ایسلین در سون او فیوردانه نروژ متولد شد. از سنین نوجوانی به آواز خواندن علاقه پیدا کرد. در سال ۲۰۰۹ پس از دبیرستان شروع به نوشتن آهنگ کرد.
در اواخر ۲۰۱۵ و اوایل ۲۰۱۶ به خاطر همکاری با آلن واکر در دو ترانه محو و برایم آواز بخوان تا بخوابم به شهرت دست پیدا کرد.

## ترانه‌شناسی

### تک آهنگ

#### به عنوان هنرمند
| عنوان                      | سال  | آلبوم             |
| -------------------------- | ---- | ----------------- |
|                            |      |                   |
| "چه اتفاق می‌افتد"          | ۲۰۱۲ | non-album singles |
| "جادوگر از ما"             | ۲۰۱۳ | non-album singles |
| "اوراکل"                   | ۲۰۱۳ | non-album singles |
| "غول"                      | ۲۰۱۵ | non-album singles |
| "گوش دادن"                 | ۲۰۱۶ | non-album singles |
| شناخته شده به عنوان آیسلین |      |                   |
| "Bathub"                   | ۲۰۱۸ | non-album single  |

#### به عنوان هنرمند برجسته
| عنوان                                       | سال  | آلبوم/EP                   |
| ------------------------------------------- | ---- | -------------------------- |
| شناخته شده به عنوان آیسلین سولهیم           |      |                            |
| "Usynlig"                                   | ۲۰۱۳ |                            |
| "غول"                                       | ۲۰۱۷ | non-album single           |
| شناخته شده به عنوان آیسلین                  |      |                            |
| "آیا شما مراقبت" (رایان Riback شامل ایسلین) | ۲۰۱۷ | non-album single           |
| "راه رفتن" (با همکاری Felix Cartal)         | ۲۰۱۸ | فصل آینده                  |
| "گوش دادن"                                  | ۲۰۱۸ | از ملاقات شما خوشبختم - EP |
| "فقط برای یک لحظه" (با همکاری Gryffin)      | ۲۰۱۸ | non-album single           |

### دیگر آهنگ‌ها
| عنوان                                  | سال  | پلت فرم    |
| -------------------------------------- | ---- | ---------- |
| "به رنگ آسمان"                         | ۲۰۱۰ | SoundCloud |
| "شهر دیوانه" (با همکاری Jesper Borgen) | ۲۰۱۲ | YouTube    |

### تولید اعتبارات
| عنوان                        | سال  | هنرمند   | نقش            |
| ---------------------------- | ---- | -------- | -------------- |
| "محو"                        | ۲۰۱۵ | آلن واکر | ناشناس خواننده |
| "برایم آواز بخوان تا بخوابم" | ۲۰۱۶ | آلن واکر | ناشناس خواننده |

### موسیقی فیلم
| عنوان            | سال  | مدیران |
| ---------------- | ---- | ------ |
| "جادوگر از ما"   | ۲۰۱۳ | —      |
| "محو (Restrung)" | ۲۰۱۵ |        |
| "غول"            | ۲۰۱۵ | —      |